# Karma (album de Mucc)
Pour les articles homonymes, voir Karma (homonymie).
Albums de Mucc
Coupling Best
Coupling Worst
(2009) Aishuu no Antique
(2012)
Singles
1. Freesia
Sortie : 25 novembre 2009
2. Yakusoku
Sortie : 9 juin 2010
3. Falling Down
Sortie : 22 septembre 2010

Karma (カルマ) est le dixième album du groupe de rock japonais Mucc. Il est sorti le 6 octobre 2010 au Japon.
Le titre Yakusoku, dont le single est sorti le 9 juin, est choisi comme générique d'ouverture de l'anime Senkou no Night Raid.

## Liste des titres
| 1.  | Chemical Parade                                                                                                 |                   | Miya     | 1:40 |
| 2.  | Falling Down - Organic Edition (フォーリングダウン Organic Edition)                                             | Miya              | Miya     | 4:11 |
| 3.  | Zeroshiki (零色)                                                                                                | Tatsurou          | Tatsurou | 2:53 |
| 4.  | Chemical Parade Blueday (ケミカルパレードブルーデイ)                                                            | Miya              | Miya     | 3:56 |
| 5.  | A. | Tatsurou          | Tatsurou | 4:51 |
| 6.  | I Am Computer (アイアムコンピュータ)                                                                            | Miya              | Miya     | 4:58 |
| 7.  | Gō (業) | Miya              | Miya     | 3:45 |
| 8.  | Daraku (堕落)                                                                                                   | Tatsurou, Rie Eto | Tatsurou | 4:46 |
| 9.  | Circus (サーカス)                                                                                               | Miya              | Satochi  | 3:55 |
| 10. | Polaris (ポラリス)                                                                                              | Tatsurou          | Yukke    | 4:50 |
| 11. | Lion (ライオン)                                                                                                 | Miya              | Miya     | 4:18 |
| 12. | Hane (羽) | Miya              | Miya     | 5:56 |
| 13. | Yakusoku Original Lyric Ver. (約束 Original Lyric ver.) (générique d'ouverture de l'anime Senkou no Night Raid) | Tatsurou          | Tatsurou | 4:14 |
| 14. | Freesia Karma Edit (フリージア Karma Edit)                                                                      | Tatsurou          | Miya     | 6:11 |